# Curva de Keeling

Dióxido de carbono atmosférico (CO_{2}) de 1958 a 2020

A Curva de Keeling é um gráfico do acúmulo de dióxido de carbono na atmosfera da Terra com base em medições contínuas feitas no Observatório Mauna Loa, na ilha do Havaí, de 1958 até os dias atuais. A curva leva o nome do cientista Charles David Keeling, que iniciou o programa de monitoramento e o supervisionou até sua morte em 2005.
As medições de Keeling mostraram a primeira evidência significativa do rápido aumento dos níveis do dióxido de carbono (CO2) na atmosfera. De acordo com Naomi Oreskes, professora de História da Ciência na Universidade de Harvard, a curva de Keeling é uma das obras científicas mais importantes do século XX. Muitos cientistas atribuem à curva de Keeling responsabilidade por chamar a atenção do mundo para o atual aumento de CO2 na atmosfera.

## História
Antes da década de 1950, medições de concentrações de CO2 foram tomadas de forma ad hoc em uma variedade de locais. Em 1938, o engenheiro e meteorologista amador Guy Stewart Callendar comparou conjuntos de dados de CO2 de Kew em 1898–1901, que teve uma média de 274 partes por milhão em volume (ppmv), e do leste dos Estados Unidos em 1936–1938, que teve uma média de 310 ppmv, e concluiu que concentrações de CO2 aumentaram devido às emissões antropogênicas. No entanto, as descobertas de Callendar não foram amplamente aceitas pela comunidade científica devido à natureza irregular das medições.
Charles David Keeling, do Instituto de Oceanografia Scripps da Universidade da Califórnia em San Diego, foi a primeira pessoa a fazer medições regulares e frequentes de concentrações de CO2 na Antártica e em Mauna Loa, Havaí, de março de 1958 em diante. Keeling já havia testado e empregado técnicas de medição em locais como Big Sur perto de Monterey, florestas tropicais da Península Olímpica no estado de Washington e florestas de alta montanha no Arizona. Ele observou um forte comportamento diurno do CO2, com excesso de CO2 à noite devido à respiração das plantas e solos, e valores da tarde representativos da "atmosfera livre" sobre o hemisfério norte.

## Medidas de Mauna Loa

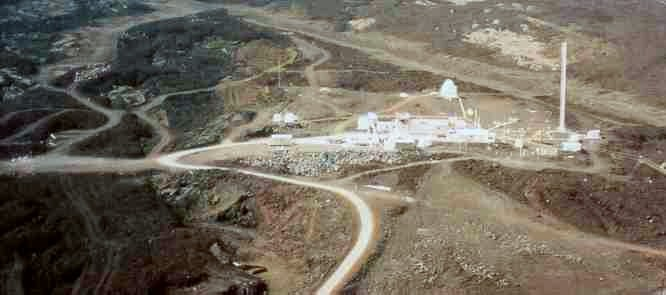
O Observatório Mauna Loa

Em 1957–1958, o Ano Geofísico Internacional, Keeling obteve financiamento do Weather Bureau para instalar analisadores de gás infravermelho em locais remotos, incluindo o Pólo Sul e o vulcão Mauna Loa, na ilha do Havaí. Mauna Loa foi escolhido como local de monitoramento de longo prazo devido à sua localização remota, longe dos continentes, e devido à sua falta de vegetação. Keeling e seus colaboradores mediram a brisa do oceano que entra acima da camada de inversão térmica para minimizar a contaminação local de aberturas vulcânicas. Os dados foram normalizados para remover qualquer influência da contaminação local. Devido aos cortes de financiamento em meados da década de 1960, Keeling foi forçado a abandonar os esforços de monitoramento contínuo no Pólo Sul, mas juntou dinheiro suficiente para manter as operações no Observatório Mauna Loa, que continuam até os dias atuais.
O artigo de Keeling de 1960 apresentou os primeiros  registros mensais de CO2 de Mauna Loa e da Antártica, encontrando um "ciclo sazonal distinto ... e, possivelmente, um aumento mundial de CO2 de ano para ano." Na década de 1970, já estava bem estabelecido que o aumento do dióxido de carbono atmosférico era contínuo e devido às emissões antropogênicas.

## Resultados e interpretação
As medições coletadas no Observatório Mauna Loa mostram um aumento constante na concentração de CO2, de 313 partes por milhão em volume em março de 1958 a 406 em novembro de 2018, com um aumento atual de 2,48 ± 0,26 (média ± 2 desvio padrão) por ano. Este aumento no CO2 se deve à combustão de combustíveis fósseis e vem se acelerando nos últimos anos. Uma vez que o CO2 é um gás de efeito estufa, isso tem implicações significativas para o aquecimento global. Medições da concentração de CO2 em bolhas de ar antigas presas em núcleos de gelo polar mostram que a concentração de CO2 estava entre 275 e 285 partes por milhão durante a época do Holoceno (9.000 a.C em diante), mas começou a aumentar acentuadamente no início do século XIX.

## Legado

### Monitoramento global
Devido em parte à importância das descobertas de Keeling, NOAA começou a monitorar níveis de CO2 em todo o mundo na década de 1970.  Hoje, níveis de gás carbônico são monitorados em cerca de 100 locais em todo o mundo por meio da Rede Global de Referência de Gases de Efeito Estufa. As medições em muitos outros locais isolados confirmaram a tendência de longo prazo mostrada pela Curva de Keeling, embora nenhum local tenha um registro tão longo quanto Mauna Loa.

### Reconhecimento
Em 2015, a Curva de Keeling foi designada como National Historic Chemical Landmark pela American Chemical Society. Placas comemorativas foram instaladas no Observatório Mauna Loa e no Scripps Institution of Oceanography da  Universidade da Califórnia, San Diego.